# 井上就勝
井上 就勝（いのうえ なりかつ）は、江戸時代初期の武士。毛利氏の家臣で長州藩士。父は井上景家。知行は200石。

## 生涯
慶長13年（1608年）、毛利氏家臣・井上景家の四男として生まれ、毛利秀就に仕える。
寛永6年（1629年）11月21日に父の知行500石の内、100石を分与されることが認められていたが、寛永9年（1632年）に死去した景家の遺言では就勝には200石が与えられることとなり、寛永14年（1637年）3月3日には秀就からも200石の相続を認められた。
寛永16年（1639年）7月4日に死去。享年32。子の就貞が跡を継いだ。